# Diana Dudeva
Diana Dudeva (în bulgară Диана Дудева; n. 7 iulie 1968, Pleven, Republica Populară Bulgaria) este o gimnastă artistică ce a reprezentat Bulgaria, medaliată olimpică. A participat la o ediție a Jocurilor Olimpice (1988) în care a câștigat o medalie de bronz.

## Participări
Lista de mai jos prezintă principalele competiții la care a participat Diana Dudeva de-a lungul carierei.
- gymnastics at the 1988 Summer Olympics – women's floor[*]